# Адил Бензариу
Адил Бензариу (на френски: Adil Benzariouh) (роден на 14 януари 1993 в Тулуза, Франция) е френски футболист с марокански паспорт, играе като централен защитник и се състезава за Спартак (Плевен).

## Кариера
В кариерата си е изиграл е общо 106 мача /в 95 започва като титуляр/, вкарал е 3 гола и е получил 8 жълти картона. В периода 2010 – 2012 е титуляр във втория отбор на елитния Лориан /Франция/. През следващия сезон е част от първия тим. След това отново е върнат Лориан Б. През 2014 – 2015 изиграва 29 мача за Фонтене /Фонтене-ле-Конт/. След края на първенството преминава в носителя на купата на Африканска футболна конфедерация за 2010 година – ФУС Рабат, който е 5-кратния носител на купата на Мароко.
Адил Бензариу има 3 мача с националния отбор на Франция до 18 години.
На 23 септември 2016 подписва със Спартак Плевен.